# Герлах IV фон Изенбург
Герлах IV фон Изенбург (на немски: Gerlach IV von Isenburg; * ок. 1490; † 9 септември 1530) е от 1502 г. до смъртта си господар на Изенбург-Гренцау, Хершбах и Майнсберг.
Той е вторият син на Герлах III фон Изенбург-Гренцау († 1502) и съпругата му Хилдегард фон Зирк († 1478), наследничка на Майнсберг и Фрауенберг, дъщеря на граф Арнолд VII фон Зирк († 1443) и Ева фон Даун. Брат е на Салентин VII (ок. 1470; † 1534), господар на Изенбург, Салм, Хунолщайн и Ноймаген, на Вилхелм, господар в Гренцау (ок. 1499 – 1525 в Елзас), и на Ева († 1531), абатиса на Торн (1486 – 1531).

## Фамилия
Герлах IV се жени на 5 юли 1494 г. за Анастасия фон Мьорс († пр. 24 октомври 1557 в Хершбах), дъщеря на граф Николаус фон Мьорс-Сарверден и Барбара фон Финстинген-Шваненхалс. Те имат децата:
- Хайнрих Стари (1521/22 – 1553), господар на Изенбург-Гренцау (1530 – 1552), женен на 2 септември 1533 г. за Маргарета фон Вертхайм († 1538), баща на Салентин IX (1532 – 1610), архиепископ и курфюрст на Кьолн
- Йохан V фон Изенбург (1507 – 1556), архиепископ и курфюрст на Трир (1547 – 1556)
- Арнолд (ок. 1554 – 1577), женен за Антония Пенелопа ван Бредероде
- Герлах († 1562), каноник в Страсбург и Кьолн
- Франциска, омъжена за Куно фон Винебург
- Бертрам, каноник в Кьолн (1519 – 1523)
- Вилхелм (* ок. 1495)
- Ева (ок. 1510 – 1533/1545), омъжена I. ок. 1503 за граф Вилхелм фон Неселроде, II. 1522 за Йохан Байер фон Бопард († 1543)
- Йохан (1510 – сл. 1542), господар в Гренцау
- Анна
- Гуда

Дете от неизвестна жена:
- Филипс Хорем фл 1517/1532